# Hermann Jacobi (Indologe)
Hermann Georg Jacobi (* 11. Februar 1850 in Köln; † 19. Oktober 1937 in Bonn) war ein deutscher Indologe, der bedeutende Beiträge zur Erforschung des Jainismus  leistete.

## Leben
Jacobi war der Sohn von Otto Fritz Jacobi aus Mühlenberg. Er studierte eine Zeitlang Mathematik in Berlin, wechselte jedoch schon bald in die Fächer Indologie und Vergleichende Sprachwissenschaft über. 1869 wurde er Mitglied der Landsmannschaft Teutonia Bonn. Mit einer Doktorarbeit zur indischen Astrologie wurde er 1872 in Bonn zum Dr. phil. promoviert. 1885 wurde er Professor an der Christian-Albrechts-Universität zu Kiel. 1889 wechselte er an die Rheinische Friedrich-Wilhelms-Universität Bonn. 1905/06 amtierte er als Rektor. 1909 wurde er in die American Academy of Arts and Sciences gewählt. Nach 33 Jahren wurde er 1922 in Bonn emeritiert.
Jacobi besuchte 1873/74 Indien und reiste mit Georg Bühler durch Rajasthan, wo Bühler seltene Manuskripte aufspürte. Eine zweite Indienreise folgte 1913/14 auf Einladung der Universität Kalkutta, an der er Vorlesungen über die indische Poesie hielt. Jacobi gab zahlreiche jainistische Texte heraus, übersetzte und kommentierte sie. Sein Titel „Ausgewählte Erzählungen in Maharashtri“ mit Grammatik und Glossar gilt als richtungweisende Veröffentlichung für Prakrit-Studien. In einer Studie über die Datierung der Hymnen des Rig Veda, veröffentlicht in einer Festschrift für Rudolph von Roth, gelangte er aufgrund astronomischer Berechnungen zu einer Zeit um 4500 v. Chr. Später griff er dasselbe Thema noch einmal auf. Über das Alter der vedischen Kultur veröffentlichte er 1908 im Journal der Royal Asiatic Society einen Artikel, der eine große Kontroverse auslöste.
Tatsächlich befand sich Jacobi mit seinen Forschungen im Widerspruch zur überkommenen Lehre der Indologie, welche besagt, dass die Veden erst nach der „arischen Einwanderung“ in Indien (erste Hälfte des zweiten Jahrtausends) entstanden seien. Jacobis Erkenntnisse sind heute wieder aktuell, da er der einzige renommierte westliche Indologe ist, der für eine sehr frühe Datierung der Veden eintrat und sich somit im Einklang mit Vertretern der heutigen Out-of-India-Theorie befindet, die bei ihren Ansätzen zum Teil ebenfalls bis ins 5. Jahrtausend zurückgehen.
Zu einem späteren Zeitpunkt veröffentlichte Jacobi noch eine Reihe von Studien zu den Epen, zu Poesie und Ästhetik, Samkhya, Yoga und Buddhismus.

## Schriften
- Zwei Jainastotras (1876)
- Ausgewählte Erzählungen in Maharashtri (1886)
- The Computation of Hindu Dates in the Inscriptions (1892)
- Das Ramayana, Geschichte und Inhalt nebst Concordanz nach den gedruckten Rezensionen (1893)
- Compositum und Nebensatz, Studien über die indogermanische Sprachentwicklung (1897)
- Über den nominalen Stil des wissenschaftlichen Sanskrits, Indogermanische Forschungen 14 (1903): 236–25
- On the Antiquity of Vedic Culture (1908)
- Die Entwicklung der Gottesidee bei den Indern und deren Beweise für das Dasein Gottes (1923)
- Über das ursprüngliche Yogasystem (1929/1930)